# Kirsten Flipkens
Kirsten Flipkens (født 10. januar 1986 i Geel, Belgien) er en kvindelig professionel tennisspiller fra Belgien.
Kirsten Flipkens højeste rangering på WTA single rangliste var som nummer 15, hvilket hun opnåede 8. juli 2013. I double er den bedste placering nummer 221, hvilket blev opnået 5. april 2010.